# Oxalis andina
Oxalis andina là một loài thực vật có hoa trong họ Chua me đất. Loài này được Britton mô tả khoa học đầu tiên năm 1889.